# Шатомейан (кантон)
Шатомейа́н (фр. Châteaumeillant) — кантон во Франции, находится в регионе Центр, департамент Шер. Входит в состав округа Сент-Аман-Монтрон.
Код INSEE кантона — 1809. Всего в кантон Шатомейан входят 11 коммун, из них главной коммуной является Шатомейан.

## Коммуны кантона
| Коммуна              | Население, чел. (1999) | Почтовый индекс | Код INSEE |
| -------------------- | ---------------------- | --------------- | --------- |
| Бед                  | 94                     | 18370           | 18024     |
| Кюлан                | 822                    | 18270           | 18083     |
| Превранж             | 665                    | 18370           | 18187     |
| Реньи                | 266                    | 18270           | 18192     |
| Сен-Жанврен          | 150                    | 18370           | 18217     |
| Сен-Кристоф-ле-Шодри | 133                    | 18270           | 18203     |
| Сен-Мор              | 295                    | 18270           | 18225     |
| Сен-Приест-ла-Марш   | 243                    | 18370           | 18232     |
| Сен-Сатюрнен         | 466                    | 18370           | 18234     |
| Сидьяй               | 331                    | 18270           | 18252     |
| Шатомейан            | 2 058                  | 18370           | 18057     |

## Население
Население кантона на 1999 год составляло 5 523 человека.
| 1962  | 1968  | 1975  | 1982  | 1990  | 1999  | 2006 | 2007 |
| ----- | ----- | ----- | ----- | ----- | ----- | ---- | ---- |
| 7 696 | 8 264 | 7 427 | 6 528 | 5 866 | 5 523 | -    | -    |